# Ángel Nadal
Ángel Nadal Quirch (Barcelona, 2 de agosto de 1930 - 26 de junio de 2016) fue un historietista español, adscrito a la segunda generación o generación del 57 de la Escuela Bruguera, junto a autores como Figueras, Gin, Ibáñez, Raf, Segura, Martz Schmidt o Vázquez. También trabajó para publicaciones internacionales, especialmente alemanas y danesas.

## Biografía
Comenzó a trabajar en la historieta en 1944 como ayudante de otros dibujantes. En 1946 publicó algunos cuadernos de aventuras en la editorial Fantasio, como Azul y Tokán el invencible, aunque pronto orientó sus trabajos hacia la historieta de humor.
En la revista Jaimito de Editorial Valenciana publica en 1948 la serie Sindulfo Sacarina, y en 1948 comienza a trabajar para la Editorial Bruguera. En la revista Pulgarcito, de la editorial antes mencionada, crea varios personajes: Casildo Calasparra (1948), Sandalio Pergamín (1948), Don Folio (1951), Don Cloroformo (1951) y Pascual, criado leal (1953). 
El estilo de sus trabajos para Bruguera es una mezcla de caricatura y realismo. Pronto destacó su capacidad para dibujar mujeres estilizadas y elegantes, que aparecieron en series como Rosita, la vampiresa (1951) y Marilín, chica moderna (1959). Otras series estaban dedicadas en exclusiva a sus dibujos de mujeres (Las mujeres de Nadal, 1954; Las chicas de Nadal, 1959). También desarrolló su talento en historietas costumbristas que reflejaban la vida de los matrimonios jóvenes de la época, como Matildita y Anacleto, un matrimonio completo, o Maripili y Gustavito, todavía sin pisito. A pesar de la ingenuidad de sus planteamientos, estas series no están exentas de un cierto tono crítico.
En 1960 abandona la editorial Bruguera y el mercado del cómic español y comienza a trabajar para agencias internacionales, como la británica Fleetway, para la que dibuja al personaje de Buster, en la revista homónima entre el 5 de mayo de 1962 y el 15 de junio de 1974. y otros como Blarney Bluffer (1963).  
A través de la agencia Bardon Art, Nadal se introduce también en el mercado alemán, para el que desarrolla varias historietas de humor, publicadas en revistas como Primo y Zack. En los años 1970 dibuja a varios personajes de Disney, como Goofy y Mickey Mouse, para la editorial danesa Gutenberghus.

## Obra
| Años      | Título                                       | Tipo            | Publicación             |
| --------- | -------------------------------------------- | --------------- | ----------------------- |
| 1946      | Azul                                         | Serial          | Fantasio                |
| 1946      | Tokán, el Invencible                         | Serial          | Fantasio                |
| 1948      | Sindulfo Sacarino                            | Serie           | Jaimito                 |
| 1948      | Casildo Calasparra                           | Serie           | Pulgarcito, etc.        |
| 1948      | Ervigio Goropéndulo                          | Serie           | Pulgarcito              |
| 1948      | Sandalio Pergamín                            | Serie           | Pulgarcito              |
| 1951      | Rosita, la Vampiresa                         | Serie           | El DDT, etc.            |
| 1951      | Don Folio                                    | Serie           | Pulgarcito              |
| 1951      | Toby                                         | Serie           | S.O.S.                  |
| 1951      | Don Cloroformo                               | Serie           | Pulgarcito, etc.        |
| 1952      | Chistes cazados a lazo                       | Serie colectiva | El DDT                  |
| 1953      | Pascual, criado leal                         | Serie           | Pulgarcito              |
| 1953      | El humor visto por...                        | Serie colectiva | Pulgarcito              |
| 1954      | Las mujeres de Nadal                         | Serie           | El DDT, etc.            |
| 1954      | Matildita y Anacleto, un matrimonio completo | Serie           | El DDT                  |
| 1956      | A carcajada limpia                           | Serie colectiva | Pulgarcito              |
| 1958      | Maripili y Gustavito, todavía sin pisito     | Serie           | Sissi, Revista Femenina |
| 1958      | Las chicas de Nadal                          | Serie           | Can Can                 |
| 1959      | Los Cepillez                                 | Serie           | Cadete-K.D.T.           |
| 1959      | Humor sobre ruedas                           | Serie           | Tío Vivo                |
| 1959      | Tip y Top y su pandilla                      | Serie           | Tío Vivo                |
| 1959      | Marilín, chica moderna                       | Serie           | Tío Vivo                |
| 1959      | Ríase de...                                  | Serie colectiva | Tío Vivo                |
| 1962-1974 | Buster                                       | Serie           | Buster                  |
| 1963      | Blarney Bluffer                              | Serie           | Buster                  |
| 1970      | Goofy, Mickey Mouse                          | Serie           |                         |